# Bai mudan
 (septembre 2022).
Si vous disposez d'ouvrages ou d'articles de référence ou si vous connaissez des sites web de qualité traitant du thème abordé ici, merci de compléter l'article en donnant les références utiles à sa vérifiabilité et en les liant à la section « Notes et références ».
Pour le personnage de la mythologie chinoise, voir Bai Mudan.

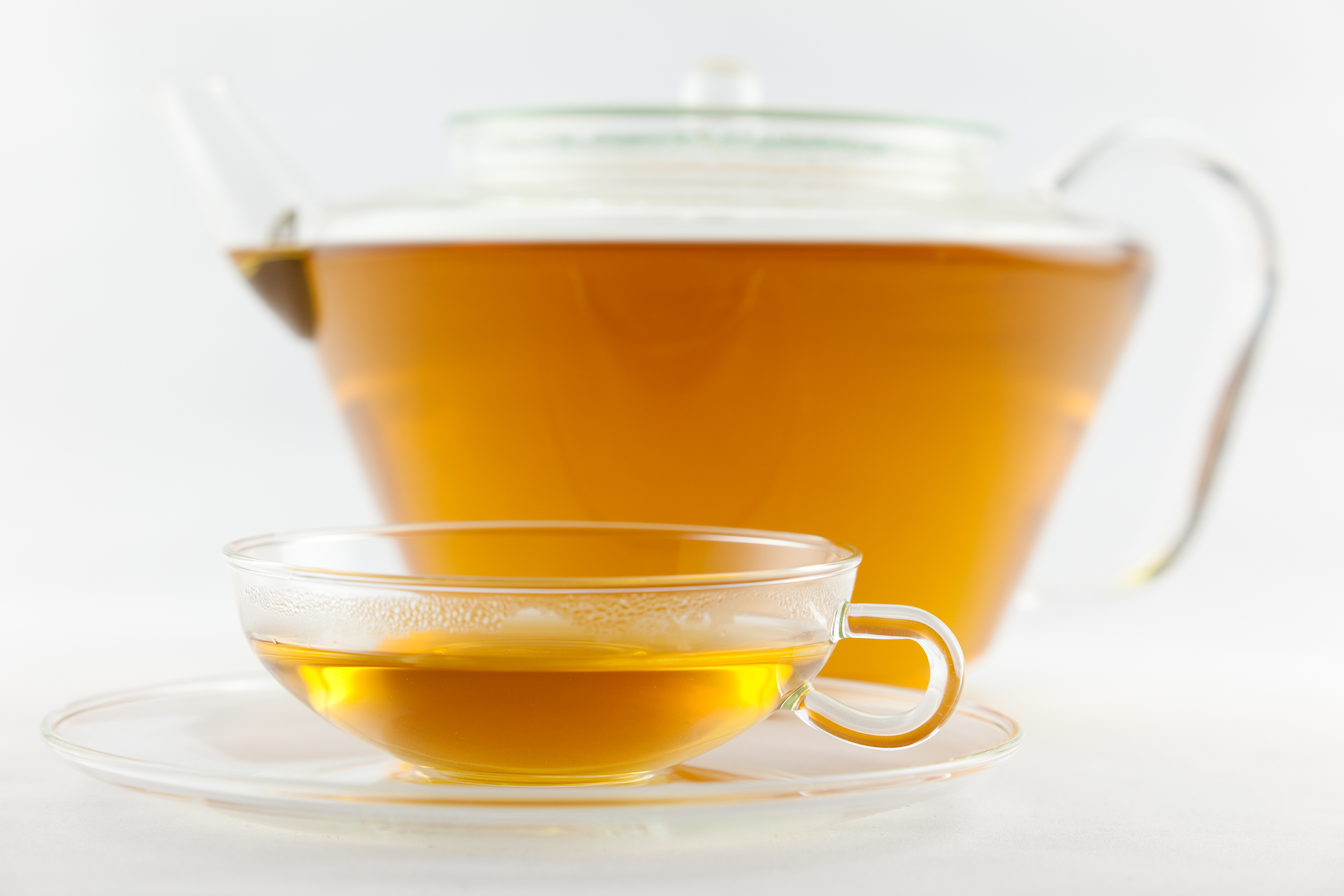

Le bai mudan, bai mu dan ou pai mu tan (chinois : 白牡丹 ; pinyin : bái mǔdān ; litt. « pivoine blanche ») est un thé blanc, à longues feuilles blanches.

## Description
Étant souvent considéré comme étant une sous-classe de Bai hao yinzhen, il fait en fait partie d'une catégorie séparée de thé blanc qui inclut ses propres classes. Le Bai mudan est souvent préféré par les buveurs de thé blanc pour son goût plus entier et sa plus grande force comparé au Bai hao yinzhen qui lui est fabriqué à partir de feuilles non développées, et donne donc une infusion plus pâle.

## Récolte et fabrication
Les feuilles sont cueillies à la main et ramassées sur de grands arbres entre le 15 mars et le 10 avril, s'il n'a pas plu et que les feuilles sont sèches. On récolte généralement le bourgeon terminal, duveteux, avec les deux premières jeunes pousses, aux grandes feuilles. Aucun bourgeon rosé n'est admis dans la récolte et les pousses ne doivent être ni trop longues ni trop courtes. Les feuilles partiellement ouvertes ou celles endommagées par le vent, les manipulations ou les insectes sont refusées et utilisées pour une sous-classe. Le meilleur Bai mudan est produit en utilisant la proportion deux feuilles pour un bourgeon et est 
naturellement ou mécaniquement séché pour produire des feuilles qui ne sont ni noires ni rouges mais de couleur verte.

## Goût et préparation
En infusant, il libère un arôme fruité, frais et floral qui rappelle celui de la pivoine (d'où son nom en Chinois).
Le Bai Mu Dan doit être infusé dans une eau a une température comprise entre 70 °C et 80 °C maximum, de préférence minérale et peu calcaire. Il est conseillé d'attendre que l'eau refroidisse pendant une minute après avoir été portée à ébullition. L'infusion ainsi obtenue est d'une couleur vert pale ou dorée.